# Kwamie Liv
Kwamie Liv (født i 1985) er en københavnsk-baseret dansk-zambiansk sanger og sangskriver.
I 2014 udgav Liv EP'en Lost in the Girl,
hvor hendes vokal blev sammenlignet med Lana Del Rey som en "døsigt forførende vokal".
Hendes arbejde blev allerede i sommeren 2014 noteret af magasinet Nylon.
Året efter udgav hun singlen "Remember Me, In Every Cloud of Gold",
— et nummer af Angelo Badalamenti som indgik i soundtracket til Daniel Denciks film Guldkysten.
I 2015 udgav hun også singlen "Higher".
Samme år spillede hun på Roskilde Festival.
Til Kim Larsens 70-års fødselsdag sang Kwamie Liv hans sang "Pianomand"
i "en sælsom og rørende fortolkning".
Hendes musik fik overraskende eksponering i den danske udgave af X Factor 2016, da favoritten Reem valgte at synge Kwamie Livs "Lost in the Girl".
I foråret 2018 var Liv i færd med at færdiggøre et album.
Nummeret "Sweet Like Brandy" blev udgivet i maj 2018,
og i juni kom "Follow My Heart".
Som barn boede Liv både i Danmark, Zambia, og Bangladesh.[kilde mangler]
Kwamie Liv medvirkede i Toppen af Poppen 2019.
Hun har været dommer i X factor i 2022 og 2023.